# يوبيكويتي
يوبيكويتي (بالإنجليزية: Ubiquity)‏ هو امتداد لمتصفح فيرفكس. يتيح للمستخدمين التعامل مع الويب بطريقة أكثر تفاعلية بدون الحاجة إلى معرفة تقنية عالية، من خلال توفير أوامر باللغة الطبيعية تمكن المستخدم من الحصول على المعلومات والبحث وإرسال البريد الإلكتروني وغيرها. أطلق نموذج أولي للامتداد في 26 أغسطس 2008، وتم الإعلان عنه في مدونة مختبرات موزيلا. في اللغة الإنجليزية، تعني يوبيكويتي Ubiquity التواجد في كل مكان.

## شرح
من خلال الضغط على مفتاحي Ctrl + Space يظهر على نافذة المتصفح سطر أوامر، يدخل المستخدم فيه أوامر باللغة الطبيعية. تورد هذه الأوامر إلى الامتداد عبر موزيلا، أو عبر مستخدمين منفردين. تبرمج الأوامر في الأساس بواسطة جافا سكربت. تدخل الشيفرة المصدرية لهذه الأوامر إلى محرر الأوامر الذي يأتي مع يوبيكويتي، أو يشترك المستخدم فيها. تحدث الأوامر التي يشترك بها المستخدم تلقائيا عندما يقوم المبرمج بتحديث الشيفرة المصدرية. حاليا، لا يوجد حدود لإمكانيات هذه الأوامر، لذا يخطط ليوبيكويتي أن يستخدم شبكة آمنة، من خلالها يمكن للمستخدمين تقييم موثوقية أمر معين قبل الاشتراك لاستخدامه.

## وصلات خارجية
- منتدى مخصص ليوبيكويتي
- مجموعة غوغل مخصصة ليوبيكويتي